# L'aigle s'est envolé
Pour plus de détails, voir Fiche technique et Distribution.
L'aigle s'est envolé (The Eagle Has Landed) est un film britannique réalisé par John Sturges sorti en 1976, adapté du roman éponyme de Jack Higgins.

## Résumé
En 1943, Mussolini ayant été enlevé de la prison où il avait été enfermé sur l'ordre de Victor-Emmanuel III, Adolf Hitler demande à l'amiral Canaris de monter une opération semblable pour enlever Winston Churchill. L'amiral confie au colonel Radl le soin d'étudier ce projet, convaincu que Hitler oubliera sous peu cette idée. Radl reçoit alors des informations d'un agent infiltré en Angleterre, Starling, lui annonçant que le premier ministre passera quelques jours dans un village sur la côte Est. Canaris, supposant le succès improbable, ne l'encourage pas à poursuivre, mais Radl est convoqué par Himmler, qui lui ordonne de concrétiser l'opération, et lui fournit des instructions de Hitler lui permettant d'obtenir toute l'aide dont il aurait besoin. 
Radl contacte un membre de l'IRA vivant en Allemagne, Liam Devlin, qui a déjà effectué des missions avec le soutien des Allemands. Puis il entreprend de recruter des soldats pour passer à l'action : il s'intéresse particulièrement au colonel des Fallschirmjäger Kurt Steiner, qui a plusieurs succès à son actif dans des opérations délicates. Mais Steiner et ses hommes sont alors dans une colonie pénitentiaire à Aurigny, après que Steiner ait essayé d'aider une Juive à échapper aux SS dans une gare polonaise. Les parachutistes effectuent des missions quasi-suicidaires sur un lance-torpilles britannique capturé. Grâce à sa lettre de mission, Radl les contacte et après concertation, Steiner et eux acceptent la mission. Ils prendront l'apparence de parachutistes de la Pologne libre. À cette fin, ils apprennent un peu de polonais et revêtent des treillis appropriés. Toutefois, ils conservent leurs uniformes allemands au-dessous, afin de ne pas être considérés comme des espions au cas où l'opération tournerait mal.
Devlin est parachuté et prend contact avec Starling, qui est une femme, Joanna Gray. Celle-ci lui a trouvé un logement, un emploi (garde des marais) qui lui permet de parcourir la côte sans éveiller les soupçons et un vélomoteur pour circuler. Liam rencontre peu à peu la population du village : Molly, jeune fille qui ne tarde pas à tomber dans ses bras, Arthur, soupirant assez jaloux de Molly, le père Verecker, dont la sœur Pamela fait partie des auxiliaires de la RAF. 
Les hommes de Steiner sont à leur tour parachutés et, le soir où Devlin part les réceptionner, Arthur s'introduit chez lui et découvre des documents qui lui font soupçonner la vraie nature de Liam. Molly, entrée peu après, implore Arthur de ne pas dénoncer l'Irlandais, puis le tue accidentellement avec le fusil de ce dernier. À leur retour, Steiner et Devlin découvrent le corps et l'enterrent rapidement, sans savoir qui l'a tué. À Berlin, Radl informe Himmler que « l'aigle a décollé ». Himmler est ravi, mais lui reprend les instructions de Hitler, qu'il détruit devant ses yeux.
Le lendemain, grâce aux véhicules fournis par Liam, les parachutistes arrivent dans le village. Steiner, alias « colonel Miller », se présente aux quelques habitants venus le voir ; ils sont rejoints par Pamela Verecker, accompagnée du capitaine Clark, Ranger américain. Steiner apprend ainsi qu'un détachement de Rangers est cantonné à une quinzaine de kilomètres de là. Les « Polonais » commencent des manœuvres et des petits entraînements qui fascinent la population. Ces mouvements en apparence anodins doivent aboutir à l'établissement de barrages routiers qui permettront de contrôler les différentes voies de communication du village. Il ne restera plus qu'à attendre l'arrivée du convoi transportant Winston Churchill, prévue dans la soirée.
Mais pendant les manœuvres, une petite fille tombe par accident dans le canal d'un moulin à eau. Un des parachutistes plonge pour la sauver, la sort de l'eau à temps, mais est lui-même happé par la roue à aubes et tué. Son corps accroché à la roue laisse voir son uniforme allemand, que les habitants reconnaissent rapidement. Steiner les réunit et les fait enfermer dans l'église. Dans le même temps, ses hommes occupent les points stratégiques du bourg. Seules Molly, venue à l'église pour se confesser du meurtre qu'elle vient de commettre, et Pamela peuvent s'enfuir par la sacristie : Pamela se dirige chez Joanna Grey, Molly chez Liam, chacune pour trouver un moyen de transport afin d'avertir les Rangers. Molly retrouve Devlin chez lui, alors qu'il allait partir en lui laissant une lettre : elle lui annonce qu'elle sait qu'il est un traître. Apprenant la situation, il décide de rejoindre les Allemands dans le bourg. Pamela est blessée par Joanna, mais a le temps de lui prendre sa voiture et finit par arriver au camp américain. Joanna quant à elle prévient Steiner que l'alerte a été donnée ; elle retourne ensuite chez elle se préparer au départ.
Chez les Rangers, leur chef, le colonel Pitts, enrage de n'avoir pas pu combattre en première ligne durant toute la guerre, alors qu'il doit bientôt retourner aux États-Unis. Il saute donc sur l'occasion, et prend une vingtaine d'hommes afin d'attaquer les Allemands. Clark se charge d'alerter l'escorte de Churchill de la présence des parachutistes allemands. Pitts, pendant ce temps, prépare une attaque tous azimuts, mais les parachutistes, bien placés, font un carnage : une quinzaine de Rangers sont mis hors de combat. Pitts et son chauffeur font demi-tour pour donner l'alerte : arrivés chez Joanna Grey pour téléphoner, ils s'apprêtent à l'appréhender, mais elle abat Pitts, avant que le chauffeur ne la tue à son tour. Après avoir mis Churchill à l'abri, Clark prend la direction d'une vraie force armée pour déloger les Allemands de l'église où ils se sont réfugiés. Il négocie d'abord avec Steiner, qui accepte de libérer les otages, mais il refuse de se rendre.
Le dernier otage n'est pas sorti de l'église que Devlin fait irruption par la sacristie, et montre à Steiner qu'une voie de secours est possible ; la mission n'est donc pas encore un échec total. Steiner veut tenter le coup, mais ses hommes, afin de lui donner une chance, veulent résister dans l'église pour retenir les Américains le plus longtemps possible. Le colonel, son second grièvement blessé et Devlin s'enfuient. Au cottage de Liam, ils retrouvent Molly, qui attendait l'Irlandais, et la radio, qui leur permet de contacter le lance-torpilles chargé de les évacuer. Seul le second de Steiner monte à bord : le colonel va faire une ultime tentative, et Devlin a décidé de rester en Angleterre. Steiner se rend au manoir où Churchill doit arriver. Pendant ce temps, les Allemands barricadés dans l'église sont tués les uns après les autres par les Rangers.
Dans les bois bordant la propriété, Steiner parvient à assommer un Ranger et s'empare de sa jeep. Il entre donc directement à l'intérieur par la grande porte, précédant de peu l'escorte accompagnée de Clark. Dissimulé près de la résidence, il peut voir Churchill prendre l'air sur une terrasse. Clark apprend alors la neutralisation du garde et la disparition de la jeep, et se rue dehors. Mais Steiner a tué Churchill et est abattu par Clark. Les Britanniques apprennent alors à ce dernier qu'il ne s'agissait que d'une doublure du Premier ministre, un acteur de théâtre, servant de leurre pendant que celui-ci s'est rendu en toute sécurité à la conférence de Téhéran.
En Allemagne, Himmler apprend par une communication du lance-torpilles l'échec de la mission. Il envoie alors des ordres pour que Radl soit arrêté et fusillé (pour falsification d'ordres et haute trahison). En Angleterre, Devlin, marchant au bord de la mer, découvre le lance-torpilles échoué dans la vase sans avoir pu rejoindre la haute mer.

## Fiche technique
- Titre : L'aigle s'est envolé
- Titre original : The Eagle Has Landed
- Réalisation : John Sturges
- Scénario : Tom Mankiewicz, d'après le roman The Eagle Has Landed de Jack Higgins
- Production : David Niven Jr. et Jack Wiener
- Musique : Lalo Schifrin
- Photographie : Anthony B. Richmond et John Wilcox (seconde équipe)
- Montage : Anne V. Coates
- Pays d'origine : Royaume-Uni
- Format : Noir et blanc / Couleurs (Eastmancolor) - 2,35:1 - Mono - Format 35 mm
- Genre : aventure, guerre
- Durée : 135 minutes
- Date de sortie : Finlande/Suède : 25 décembre 1976, France : 26 janvier 1977, Royaume-Uni : mars 1977

### Tournage
Une grande partie du tournage s'est tenue dans le village historique de Mapledurham, dans le comté d'Oxfordshire.

## Distribution
- Michael Caine (VF : Gabriel Cattand) : lieutenant-colonel Kurt Steiner
- Donald Sutherland (VF : Sady Rebbot) : Liam Devlin
- Robert Duvall (VF : Philippe Clay) : colonel Max Radl
- Tim Barlow (en) (VF : Henry Djanik) : George Wilde
- Jenny Agutter (VF : Sylviane Margollé) : Molly Prior
- Peter Miles (non crédité) : Adolf Hitler
- Donald Pleasence (VF : Georges Riquier) : Reichsführer-SS Heinrich Himmler
- Anthony Quayle (VF : Louis Arbessier) : amiral Wilhelm Canaris
- Jean Marsh (VF : Michèle Montel) : Joanna Grey
- Sven-Bertil Taube (VF : Claude Joseph (comédien)) : capitaine von Neustadt
- John Standing : père Verecker
- Judy Geeson : Pamela Verecker
- Michael Byrne : Karl
- Treat Williams : capitaine Clark
- Larry Hagman (VF : Marc Cassot) : colonel Pitts
- Wolf Kahler (non crédité) : SS-Hauptsturmführer Fleischer

## Différences entre le livre et le film
Il est à noter quelques différences entre le roman et le film, différences qui ont pour effet d'alléger le scénario. Les motivations des protagonistes sont notamment éludées ou abordées de façon partielle.
Liam est membre de l'IRA, et est bien connu sur le territoire britannique. Dans le roman, des membres de la police royale de l'Ulster le dénichent dans son cottage. Joanna est Boer et ne s'est pas remise de la guerre qui a opposé son pays au Royaume-Uni, mais elle se fait passer pour Anglaise afin de capter la confiance des villageois. Un personnage du commando, Anglais acquis aux idées d'Oswald Mosley et membre du Britisches Freikorps, a également été supprimé.
Dans le roman, si Arthur est bien en conflit ouvert avec Liam, il n'est pas tué, mais sombre dans une folie meurtrière lors de la prise du village. De même, l'acteur jouant le rôle de Churchill n'est pas abattu par Steiner, celui-ci retenant au dernier moment sa main. L'acteur décède lors d'un bombardement, et la vérité n'est connue qu'à la fin de la guerre.